# Барятинський Іван Михайлович Манка
Іван Михайлович Барятинський Манка (пом. 2 (12) жовтня 1636) — князь, голова, воєвода, намісник і дипломат у Смутні часи та за часів правління Михайла Федоровича.
Син князя та воєводи Михайла Федоровича Барятинського.

## Життєпис
Вперше згадано в Суздалі з окладом 400 чвертей (1596—1604). У 1598 згадується у числі виборних дітей боярських із міст. У 1600—1601 pp. був воєводою у м. Березове. На весіллі Лжедмитрія I згадано серед весільних чинів (8 травня 1606).
Наприкінці 1613 року у званні дворянина та намісника Брянського, з дяком Гавр. Богдановим був посланий до данського короля Християна з повідомленням про вступ на престол царя Михайла Федоровича.
У 1615 року був посланий в Астрахань для розшуку злодійських людей.
Перший воєвода в Путивлі (1618—1619). Скаржився на Володимирський Різдвяний монастир, що той заволодів вотчиною його тестя — Зам'ятні Бестужева (1620). Посланий до Бєлєва та Мценська для розбору дворян і дітей боярських на государеву службу (1621). У зв'язку з ногайською загрозою посланий під Серпухов полковим головою з ратними людьми (липень 1622 р.), цього ж року проводив розбір Карачаївських дворян та дітей боярських. У 1622 році під його начальством посланий був загін дітей боярських у Серпухів, зважаючи на очікування нападу нагайців, «щоб військові люди Оки річки безвісно не перелізли».
Воєвода у Єльці (1623), Великих Луках (1624—1626). Запрошений до Государеву столу (12 липня 1626). Государ його завітав і наказав відпустити на Соловки (2 березня 1627). Воєвода у Вязьмі (1628—1629). Обідав за столом Государя (5 квітня, 8 та 9 травня, 28 липня 1629). Брав участь у церемонії зустрічі голландського посла (4 березня 1631). Брав участь у прийомі шведських послів (травень-червень 1631).
Перебував у Государєвих справах: 18 листопада 1632 йому довірені були охорона і розпорядження провіантом (хлібними та м'ясними запасами), зібраним із міст для війська, відправленого проти поляків до Смоленська. Їздив до Азова для зустрічі турецького посла (1632), того ж року зустрічав Голштинського посла. Суддя у Наказі німецьких кормів (1633). При охороні Москви знаходився воєводою біля Всесвятської брами (червень 1633). Складався завідувачем запасів у Москві (1633—1634). Брав участь на параді прийому литовського посла та виставив ще трьох осіб (14 січня 1634). Засідав у Наказі німецьких кормів (1636).
Володів вотчинами в Суздальському повіті: Покровське, Тебяково, Дягілєво, Кузнєцово, Баркуніно, Шелявіно, Григорове, Андроніково, Данильцеве, Петровське та Федине. Бездітний.
Помер 2 (12) жовтня 1636 року.